# Robert Nijdam
Robert Nijdam est un ancien handballeur international néerlandais né le 20 septembre 1971.

## Carrière
Robert Nijdam commence le handball au Aristos Best à sept ans mais n'y reste pas. Il poursuit sa formation dans les clubs du Helios 72 Uden, Oranje Wit Helmond, Tremeg Gemert et termine ses classes dans le club historique du Limbourg néerlandais, le HV Sittardia.
Il commence sa carrière professionnelle dans le club du AHV Swift Arnhem lors de la saison 1989/1990, saison qui voit le club être relégué d'AFAB Eredivisie. Robert ne suit pas le club dans sa chute mais rejoint les rangs de l'E&O Emmen, club jouant au plus haut niveau du handball néerlandais. Avec l'E&O Emmen, Robert termine champion des Pays-Bas en 1990/91 puis en 1991/92, saison au cours de laquelle le club remporte également la Coupe des Pays-Bas. Ces résultats sont synonyme de campagnes européennes, notamment en Coupe des clubs champions.
En 1993, Nijdam signe au HV Tachos Waalwijk où il passe deux saisons avant de partir à l'étranger au HC Herstal-Liège, club jouant le haut du classement dans le Championnat de Belgique. Avec le club mosans, il remporte la Coupe de Belgique.
En 1997, Robert signe au OSC Rheinhausen, club de Bundesliga mais termine la saison 1997/1998, au TSG Bielefeld, club de 2.Bundesliga qui finit la saison à la douzième place. La saison suivante, Robert joue dans la prestigieuse formation du TuS Nettelstedt-Lübbecke, club de Bundesliga avec lequel il termina à la onzième place classement.
Nijdam retourne toutefois au pays la saison suivante au HV Tachos Waalwijk, mais seulement pour le temps d'une saison puisqu'il repart pour l'Allemagne au SG Solingen, formation de 2.Bundesliga, avec qui il réussit à atteindre l'élite allemande. La saison suivante, Solingen réussit à se maintenir en Bundesliga mais pas celle d'après où la formation est reléguée à l'issue d'un test match raté.
Lors de la saison 2003/2004, Robert Nijdam évolue pour le club suisse du ZMC Amicitia Zurich avant de repartir pour le HV Tachos Waalwijk où il termina sa carrière.
En équipe nationale, Robert a été sélectionné à 152 reprises.

## Palmarès
- Vainqueur du Championnat des Pays-Bas  (2) : 1991, 1992
- Vainqueur de la Coupe des Pays-Bas (1) : 1992
- Vainqueur de la Coupe de Belgique (1) : 1997
- Vainqueur du Championnat d'Allemagne de deuxième division (1) : 2001